# It’s So Easy
It’s So Easy – piosenka amerykańskiego hardrockowego zespołu Guns N’ Roses i umieszczona na jego debiutanckim albumie pt. Appetite for Destruction. 
Utwór opowiada o uganianiu się za kobietami i o brutalności. Słowa utworu powstały na skutek wypadku samochodowego w Nowym Jorku, którego świadkami byli członkowie grupy. Miejscowi ludzie widzieli przerażony wyraz twarzy Slasha po wypadku, powiedzieli mu później: „Nie martw się, takie rzeczy zdarzają się tu bez przerwy. Samochody zderzają się co noc”. 6 maja 2006 podczas wywiadu w Nowym Jorku na antenie radiowej, Axl Rose stwierdził, że piosenka została napisana przez Duffa McKagana i Westa Arkeena oraz że początkowo miał być to utwór „hippie ya-ya” utrzymany w wolniejszym tempie.
Piosenka dotarła do 84. miejsca w brytyjskim notowaniu UK Singles Chart. Utwór często grany jest na koncertach zespołu.
Zespół nakręcił teledysk do piosenki dwa lata po wydaniu singla, w październiku 1989, a plan zdjęciowy zorganizowano w klubie Cathouse w Los Angeles. Reżyserem wideoklipu został Nigel Dick.